# Sirius (satélite)
Sirius foi uma frota de satélites de comunicações operados na posição orbital de 5 graus de longitude leste em órbita geoestacionária (GEO) pela NSAB (mais tarde SES Sirius, e agora uma parte não autônoma da SES, proprietária e operadora dos satélites Astra). Eles levaram televisão digital via satélite para os Países da Escandinávios, Países Bálticos, Europa Oriental e África, incluindo o sistema de TV por assinatura Viasat, junto com vários pacotes de TV por assinatura para a Europa Oriental, o pacote TopTV para a África, um número de canais ucranianos e serviço de canal nacional letão e lituano free-to-ar.

## Satélites
| Satélite | Fabricante          | Data do lançamento     | Veículo de lançamento | Estado                              | Nota                                                |
| -------- | ------------------- | ---------------------- | --------------------- | ----------------------------------- | --------------------------------------------------- |
| Sirius 1 | Hughes              | 27 de agosto de 1989   | Delta-4925            | Inativo desde maio de 2003          | Também conhecido por Marco Polo 1, BSB 1 e Sirius W |
| Sirius 2 | Aerospatiale        | 12 de novembro de 1997 | Ariane 44L            | Inativo desde 16 de Janeiro de 2009 | Também conhecido por GE 1E e Astra 5A               |
| Sirius 3 | Hughes              | 5 de outubro de 1998   | Ariane 44L            | Ativo                               |                                                     |
| Sirius 4 | Lockheed Martin     | 17 de novembro de 2007 | Proton-M/Briz-M       | Ativo                               | Atual Astra 4A                                      |
| Sirius 5 | Space Systems/Loral | 9 de julho de 2012     | Proton-M/Briz-M       | Ativo                               | Também conhecido por SES-5 e Astra 4B               |